# Ecozona afrotropical
La región etiópica (llamada también afrotropical) es una de las ocho ecozonas o regiones biogeográficas terrestres. Comprende el África subsahariana, Madagascar, las islas del océano Índico occidental y se extiende hasta el Sur de la península arábiga.

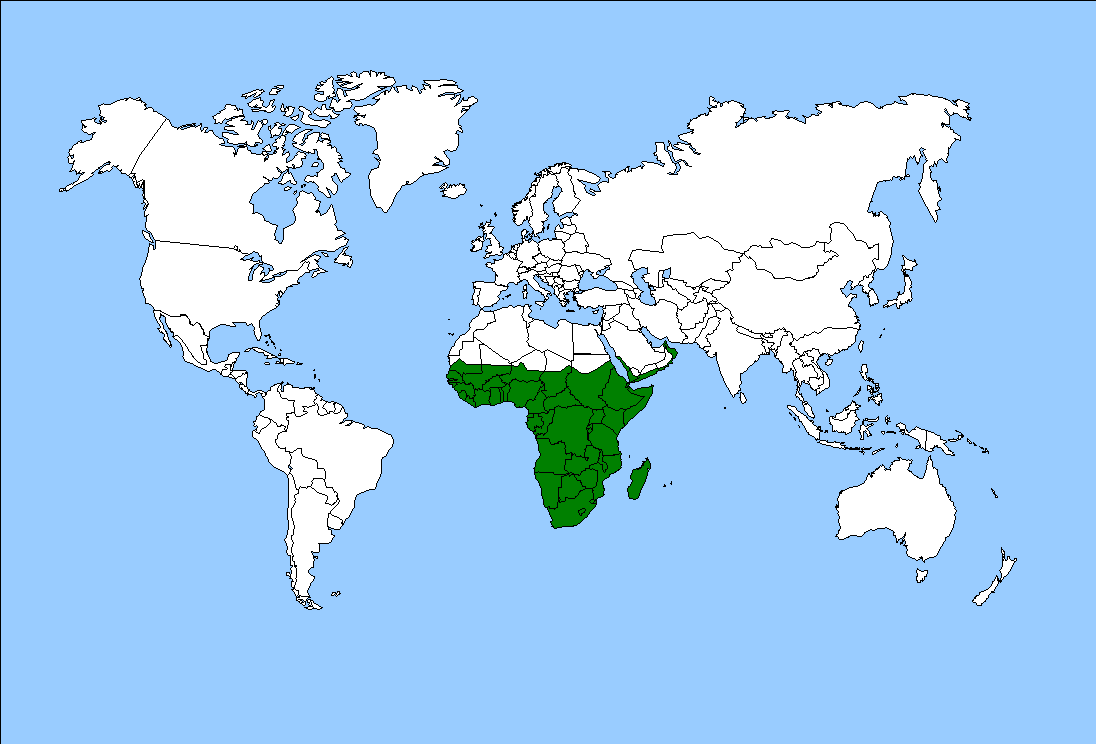
Mapa de la ecozona afrotropical.

## Principales regiones ecológicas

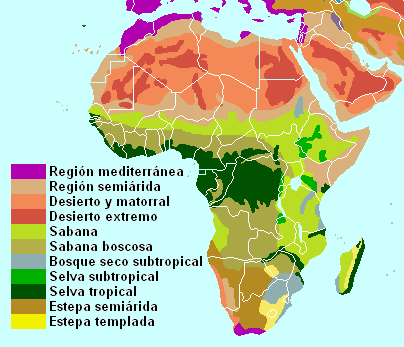
Biomas afrotropicales.

La mayor parte de la ecorregión afrotropical tiene un clima tropical. Los desiertos del Sahara y de Arabia separan la ecozona afrotropical de la paleártica.

### El Sahel ySudán
Al sur del Sahara, dos cinturones de sabana atraviesan el continente de este a oeste, desde el océano Atlántico hasta el macizo Etíope. Inmediatamente al sur del Sahara se encuentra el Sahel, una zona de transición formada por praderas semiáridas y sabanas de Acacia. Las precipitaciones aumentan hacia el sur en la sabana sudanesa. La sabana sudanesa alberga dos grandes humedales, el Sudd en Sudán del Sur y el delta interior del Níger-Baní en Malí. El mosaico de bosque y sabana es una zona de transición entre las sabanas y la zona selvática ecuatorial.

### Bosques del sur deArabia
En Yemen, parte de Omán y sur de Arabia Saudita hay bosques estacionales y pequeños bosques permanentes, en donde predominan los enebros y acacias.

### Selva ecuatorialafricana
La región de Guinea es un cinturón de selva lluviosa que ocupa gran parte del África occidental bajo la zona de convergencia intertropical. La selva guineana se extiende a lo largo de la costa desde Guinea hasta el Congo, separada en dos partes por el corredor Togo-Dahomey, una zona de mosaico de selva y sabana que llega hasta la costa. La zona selvática más extensa de África se encuentra en la cuenca del Congo, en África central. Otra zona de selva umbrófila ocupa la costa del océano Índico, desde el sur de Somalia hasta Sudáfrica.

### Sabana de acacias de África Oriental
Sabanas de acacias y pastizales del África oriental en Kenia y Tanzania.

### Montañas de África oriental
La región afromontana, desde el macizo Etíope hasta los montes Drakensberg de Sudáfrica, pasando por el Gran Valle del Rift y la Selva montana de la falla Albertina. Posee una flora distintiva, que incluye Podocarpus, Afrocarpus falcatus y lobelias y senecios gigantes.

### Sabana boscosa de África austral
Son bosques, praderas y sabanas del África austral como la región del Miombo y la Sabana arbolada de África austral.

### Desiertos de África austral
Ecorregión conformada por los desiertos del Kalahari y de Namibia.

### Reino florístico del Cabo
El reino florístico del Cabo, en el extremo meridional de África, es una región de clima mediterráneo que alberga un número significativo de endemismos, así como familias de plantas, como las proteas (Proteaceae) que también se encuentran en la ecozona australiana.

### Madagascar e islas del Índico occidental
Madagascar y las islas vecinas forman una sub-región distinta de la ecozona, con numerosas especies endémicas, como los lémures, y elevada biodiversidad. Madagascar y las Seychelles son restos del antiguo supercontinente Gondwana; se separaron de África hace millones de años. Otras islas del océano Índico, como las Comores y las Mascareñas, son de origen volcánico y de formación más reciente. Algunos biomas:
- Bosque seco caducifolio de Madagascar
- Matorral espinoso de Madagascar
- Selva de tierras bajas de Madagascar

## Plantas y animales endémicos

### Plantas
La ecozona afrotropical alberga varias familias de plantas endémicas. En Madagascar y las islas del Índico se encuentran diez familias endémicas de plantas con flores: ocho son endémicas de Madagascar (Asteropeiaceae, Didymelaceae, Didiereaceae, Kaliphoraceae, Melanophyllaceae, Physenaceae, Sarcolaenaceae y Sphaerosepalaceae), una de las Seychelles (Mesdusagynaceae), y una de las Mascareñas (Psiloxylaceae). Doce familias son endémicas o casi endémicas de Sudáfrica (incluyendo Curtisiaceae, Heteropyxidaceae, Penaeaceae, Psiloxylaceae y Rhynchocalycaceae) de las que cinco son endémicas de la región florística de El Cabo (entre ellas, Grubbiaceae). También son endémicas de la ecozona Barbeyaceae, Montiniaceae, Myrothamnaceae y Oliniaceae, entre otras.

### Animales
- cinco familias endémicas de aves:
  - Struthionidae (avestruz)
  - Nectariniidae
  - Sagittariidae (secretario)
  - Numididae (pintadas)
  - Coliidae
- Tres órdenes endémicos de mamíferos:
  - Tubulidentata (cerdo hormiguero)
  - Afrosoricida (tenrecs y topos dorados)
  - Macroscelidea (musarañas elefante).

A la región afrotropical se le atribuye el origen de Afrotheria (orden formado por tenrecs, topos dorados, cerdo hormiguero, musarañas elefante, damanes, sirenios, proboscideos y miembros extintos, embritópodos y desmostilios)
- Tres especies endémicas de grandes simios (Hominidae):
  - Gorilla gorilla (gorila)
  - Pan troglodytes (chimpacé)
  - Pan paniscus (bonobo)